# کوه مایابوبو
کوه مایابوبو (به لاتین: Mount Mayabobo) یک کوه در فیلیپین است که در کالابارزون واقع شده‌است. کوه مایابوبو ۳۰۰ متر بالاتر از سطح دریا واقع شده‌است.